# Павиљон 6
Павиљон 6 је југословенски филм из 1978. године. Режирао га је Луциан Пинтилие, а сценарио је писан по драми славног руског писца Антона Чехова.

## Радња
"Павиљон 6" је прича о лекару у провинцијској болници царске Русије, који бесциљно проводи дане изгубивши вољу и за свој редовни посао.
Доктор из провинције у време Царске Русије упознаје бившег студента у Павиљону број 6, где почиње прича. Одушевљен бунтовним духом и интелигентним примедбама, он одлучује да проводи много времена са њим. Доживљава исмејавање од стране својих колега. Радња у филму тече споро, слично као и у већини Чеховљевих драма. Акценат је стављен на само размишљање главног јунака, и проблеме на које није способан у потпуности да одговори. Филм је базиран на Чеховљевој драми, која носи исти назив.

## Улоге
| Глумац           | Улога                |
| ---------------- | -------------------- |
| Слободан Перовић | Андреј Јефимич Рагин |
| Зоран Радмиловић | Иван Дмитрич Громов  |
| Славко Симић     |                      |
| Павле Вуисић     | Никита               |
| Љуба Тадић       |                      |
| Драгомир Чумић   |                      |
| Душан Вујисић    |                      |
| Стево Жигон      |                      |